# Садыхов, Мешади Эйюб
Мешади Эйюб Хаджи Садыг оглы Садыхов (азерб. Məşədi Əyyub Hacı Sadıq oğlu Sadıqov; 1866, Шуша, Шушинский уезд, Елизаветпольская губерния, Российская империя — 5 августа 1909, Шуша, Шушинский уезд, Елизаветпольская губерния, Российская империя) — азербайджанский поэт XIX века, член литературного общества «Меджлиси-фарамушан».

## Биография
Мешади Эйюб родился в 1866 году в городе Шуша. Он был братом другого поэта — Мешади Насира Лёвхи, члена литературного кружка «Меджлиси-унс». После учёбы в медресе он получил специальное образование у Мирзы Карима, считающегося одним из известных учёных Шуши, и близко познакомился с классической восточной литературой. Далее занимался торговлей и в одно время жил в городе Шираз. Мешади Эйюб скончался в возрасте 43 лет в 1909 году в родном городе.

## Творчество
Мешади Эйюб писал произведения под псевдонимом «Баки». Основу его литературного наследия составляет диван из 90 страниц, написанный в 1891 году по просьбе Мир Мохсуна Навваба в память для друзей. Диван включает в себя до двух тысяч бейтов газелей, касыд, тахмисов, тарджибендов, рубаи, баяты, шикесте и фардов. Однако, в других материалах и сборниках встречаются произведения Баки, не входящие в диван. Основой творчества поэта является жанр газелей классической поэзии, как и у большинства членов литературного общества «Меджлиси-фарамушан». Из имеющихся у него газелей видно, что он был глубоко знаком с восточной поэзией. В газелях поэта, где воспевается чистая любовь, игривость, простота и понимание языка соединяются в единстве. Характерными чертами этих газелей являются внутренняя рифмовка и повторение.